# Super Carpanta
Super Carpanta fue uno de los muchos tebeos en que Bruguera empleó al prefijo "super" tras "Super Pulgarcito" (1970) y, ya en 1972, "Super Mortadelo", "Super Tío Vivo" y "Super Zipi y Zape". Todos ellos tenían una extensión mayor que los tradicionales de la casa y aparecían inicialmente cada cinco semanas en lugar de semanalmente.
Otorgaba además su cabecera a la otra serie más popular de José Escobar aparte de Zipi y Zape: Carpanta. 
Era su director Joaquín Martínez Piles y contenía las siguientes series:
| Años       | Números  | Título                                         | Autoría            | Procedencia |
| ---------- | -------- | ---------------------------------------------- | ------------------ | ----------- |
| 28/03/1977 | 1, 2, 3, | Carpanta                                       | Escobar            |             |
| 28/03/1977 | 1, 2, 3, | Hug, el troglodita                             | Gosset             |             |
| 28/03/1977 | 1, 2, 3, | Los señores de Alcorcón y el holgazán de Pepón | Segura             |             |
| 28/03/1977 | 1, 2, 3, | Capitán Matute                                 | Raf y equipo       |             |
| 28/03/1977 | 1, 2,    | John Hazard                                    |                    | I. P. C.    |
| 28/03/1977 | 1, 2, 3, | Los casos del Inspector O'Jal                  | Vázquez            |             |
| 28/03/1977 | 1, 2,    | Don Terrible Buñuelos                          | Alfons Figueras    |             |
| 28/03/1977 | 1, 2, 3, | Facundo                                        | Gosset             |             |
| 28/03/1977 | 1        | Angelito                                       | Vázquez            |             |
| 28/03/1977 | 1, 2, 3, | Maff y Osso                                    | Jiaser             |             |
| 28/03/1977 | 1, 2, 3, | Olegario                                       | Raf                |             |
| 28/03/1977 | 1        | Mortadelo y Filemón                            |                    |             |
| 28/03/1977 | 1, 2, 3, | Los cuentos de tío Vázquez                     | Vázquez            |             |
| 28/03/1977 | 1, 2, 3, | Doña Lío Portapartes                           | Raf                |             |
| 28/03/1977 | 1, 3,    | Rigoberto Picaporte, solterón de mucho porte   | Segura             |             |
| 28/03/1977 | 1, 2, 3, | Zipi y Zape                                    | Escobar            |             |
| 30/05/1977 | 2        | Sir Tim O'Theo                                 | Raf                |             |
| 30/05/1977 | 3        | Pepe Trola                                     | Jiaser             |             |
| 30/05/1977 | 3        | Angustio Vidal                                 | Rojas de la Cámara |             |